# Cromeleque da Portela de Mogos
O Cromeleque da Portela de Mogos ou Cromeleque da Portela de Modos é um cromeleque localizado na freguesia de Nossa Senhora da Tourega e Nossa Senhora de Guadalupe, no município de Évora.
Tendo sido descoberto em 1966, está classificado como Imóvel de Interesse Público desde 1997.
Uma campanha de escavação em 1995 e 1996 resultou na descoberta de pelo menos seis menires de faces planas, talhados depois de terem sido erguidos, pois encontraram-se pedaços de pedra em volta dos menires. Esse conjunto de menires está disposto em forma de estrela. Quatro desses seis menires apresentam inscrições, podendo ser facilmente observáveis motivos lunares e solares.[carece de fontes?]